# Віктор Діого
Віктор Уго Діого Сільва (ісп. Víctor Diogo; нар. 9 квітня 1958, Трейнта-і-Трес, Уругвай) — уругвайський футболіст, що грав на позиції захисника.
Виступав за національну збірну Уругваю.
Триразовий чемпіон Уругваю. Володар Кубка Лібертадорес. Володар Міжконтинентального кубка. У складі збірної — володар Кубка Америки.
Батько Карлоса Діого, уругвайського футболіста 2000-х.

## Клубна кар'єра
Вихованець футбольної школи клубу «Пеньяроль». Дорослу футбольну кар'єру розпочав 1979 року в основній команді того ж клубу, в якій провів п'ять сезонів.
1984 року перейшов до клубу «Палмейрас», за який відіграв 5 сезонів. Більшість часу, проведеного у складі «Палмейраса», був основним гравцем захисту команди. Завершив професійну кар'єру футболіста 1989 року виступами за команду того ж клубу.

## Виступи за збірні
1977 року залучався до складу молодіжної збірної Уругваю.
1979 року дебютував в офіційних матчах у складі національної збірної Уругваю. Протягом кар'єри у національній команді, яка тривала 8 років, провів у формі головної команди країни 34 матчі, забивши 1 гол.
У складі збірної був учасником розіграшу Кубка Америки 1979 року у різних країнах, розіграшу Кубка Америки 1983 року у різних країнах, здобувши того року титул континентального чемпіона, чемпіонату світу 1986 року у Мексиці.

## Досягнення
- Чемпіон Уругваю:

«Пеньяроль»: 1979, 1981, 1982
- Володар Кубка Лібертадорес:

«Пеньяроль»: 1982
- Володар Міжконтинентального кубка:

«Пеньяроль»: 1982
- Чемпіон Південної Америки (U-20): 1977
- Переможець Кубка Америки: 1983